# Liocarcinus marmoreus
Liocarcinus marmoreus (Leach, 1814) (nome valido per SeaLifeBase)), Polybius marmoreus (nome valido per WoRMS)), comunemente chiamato granchio di marmo, è un crostaceo decapode della famiglia dei Polybiidae. 

## Distribuzione
È molto diffuso nel Mar Mediterraneo e nell'Oceano Atlantico.

## Descrizione
Il carapace può arrivare a misurare al massimo 35 millimetri. Si distingue dalle altre specie per la sua colorazione color marmo

## Altri progetti

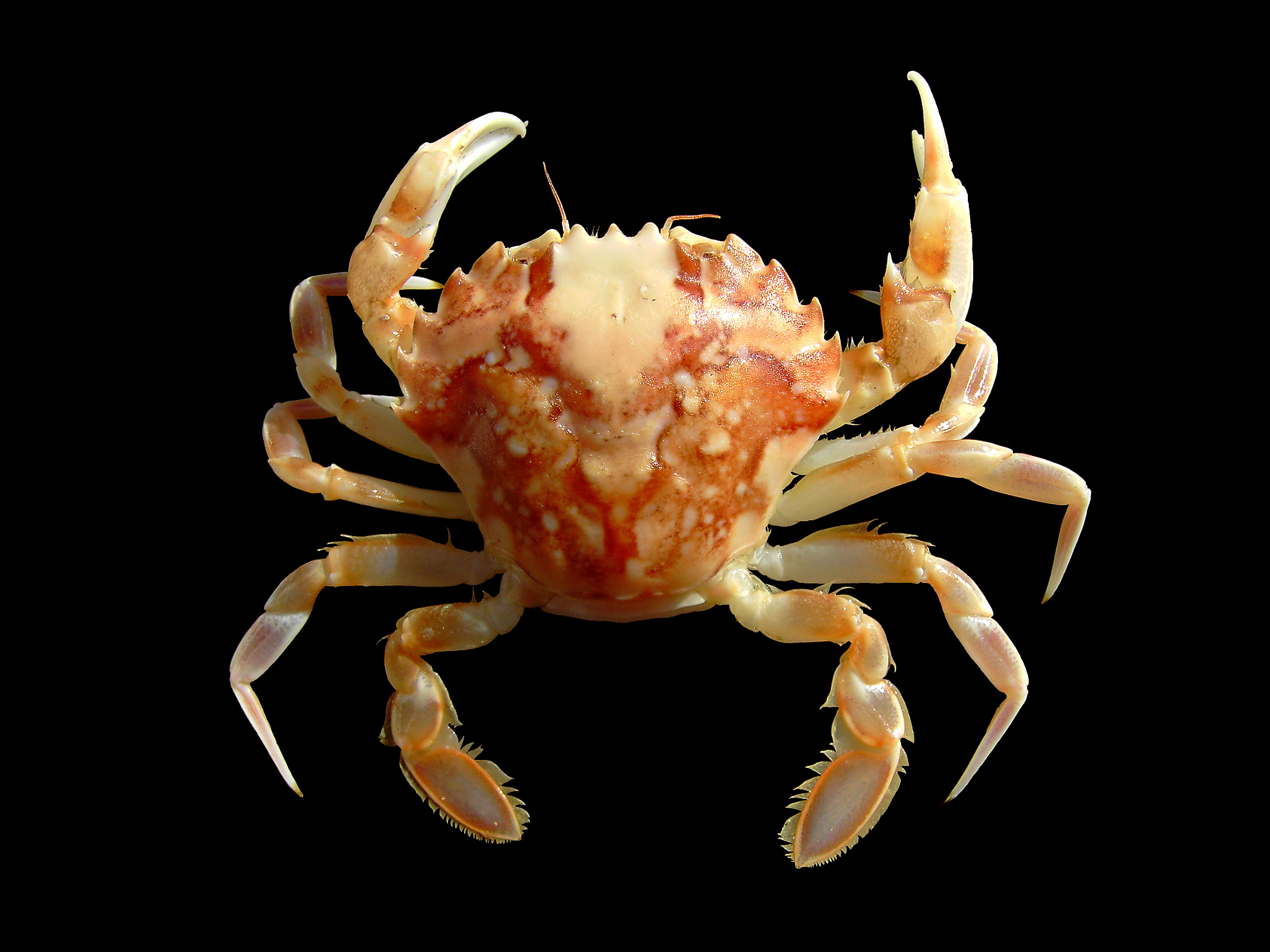